# Katihar
Katihar (hindi कटिहार, trl. Kaṭihār) – miasto w północno-wschodnich Indiach, we wschodniej części stanu Bihar, w dystrykcie Katihar, około 240 km w linii prostej na wschód od stolicy stanu – Patny. Jest siedzibą administracyjną dystryktu.
W 2011 było dziesiątym pod względem liczby ludności miastem w stanie, najludniejszym w dystrykcie. Zamieszkiwało je 226 261 osób. Mężczyźni stanowili 52,8% populacji, kobiety 47,2%. Umiejętność pisania posiadało 78,49% mieszkańców w przedziale od siedmiu lat wzwyż, przy czym odsetek ten był wyższy u mężczyzn – 83,47%. Wśród kobiet wynosił 72,87%. Dzieci do lat sześciu stanowiły 14,4% ogółu mieszkańców miasta. W strukturze wyznaniowej przeważali hinduiści – 76,90%. Islam deklarowało 22,09%; 0,33% liczyła społeczność chrześcijan, 0,15% sikhów, 0,09% dźinistów, 0,03% buddystów. Około 15% mieszkańców miasta i terenów bezpośrednio do niego przylegających (Out Growth) żyło w slumsach.
Katihar jest ważnym węzłem kolejowym. W mieście krzyżuje się siedem linii kolejowych. Mieszkańcy miasta mają możliwość bezpośredniego dotarcia do dużych ośrodków miejskich, takich jak: Nowe Delhi, Mumbaj, Kolkata, Patna, a także do przejść granicznych z Bangladeszem i Nepalem.